# ویندوز ۹۵
ویندوز ۹۵ واسط گرافیکی کاربر مبتنی بر سیستم‌عامل است. این سیستم‌عامل در گذشته توسط مایکروسافت منتشر شد. در طول ساخت آنرا با اسم رمز ویندوز و شیکاگو می‌شناختند. ویندوز ۹۵ فروش مناسبی داشت و موفق‌ترین سیستم‌عامل در زمان خود بود. سه سال پس از آن مایکروسافت ویندوز ۹۸ را منتشر نمود. قبل از ویندوز ۹۵ ویندوز ۳٫۱ به بازار عرضه شده بود.ویندوز ۹۵ به علت این‌که عضو زین‌پس ویندوز ۳ است تحت نام ویندوز ۴ نیز شناخته شده. برخی ویندوز ۹۵ را انقلابی در نرم‌افزارها و سیستم‌عامل‌های کامپیوتر در زمان خود می‌دانند.هم چنین این نسخه از ویندوز برای اولین بار از منوی استارت رونمایی و پشتیبانی کرده است.این نسخه از ویندوز تا زمانی که ویندوز ۹۸ منتشر شد یک شاهکار به حساب میامد و یکی دیگر از ویژگی های خوب آن این بود که تصاویر زمینه ظاهر شدند.
در این سیستم عامل ابتدا از مرورگر اینترنتی internet explorer استفاده شده تا کاربران بتوانند راحت در اینترنت بگردند.
همچنین تحولی بزرگ در ظاهر ویندوز ایجاد شد.